# عمار خماش
عمار خماش هو رسام تشكيلي أردني / فلسطيني، وهو مصمم معماري أيضًا. يسعى في معظم تصاميمه المعمارية لترسيم عمارة تندمج في المكان والبيئة وتخدمه، له عدة مشاركات في معارض فنية مختلفة. يعتبر عمار خماش مهندساً معمارياً مرموق السمعة على المستوى العالميّ. وهو الرجل الذي يقف وراء بعض التصميمات الرفيعة في المنطقة. من بينها تصميمه الحاصل على جائزة لمسجد الناصرة، وهو عمل أحدث صخباً وجدالاً صاخبين لقربه من كنيسة البشارة. وربما يكون أشهر مشاريعه هو إعادة إحياء بيلا وادي الأردن، والذي شيد من خلاله بيتي استراحة في المتاحف ــ أحدهما في بيلا والآخر في أم قيس.

## الحياة المهنية
خماش يعمل بفروع أخرى من المعرفة والفنون: فهو بارز في الرسم، وعلم الحفريات (الأركيولوجيا)، والتصوير الفوتوغرافيّ، وتصميم المجوهرات، علاوة على أنه ناشط متحمس في مجال الحفاظ على البيئة. إنه يحتفي على نحو ثابت بتقاليد الطراز المعماريّ الأردني ويحييها، ثمّ يضفي عليها التصميم الحداثيّ. أصبح خماش، وهو كاتب أيضاً، قوة مؤثرة في سياق مطلب الأردن بأن يكون موطناً ثقافياً للأردنيين ومكاناً يستقطب السياح والرحالة.

## أسلوبه في العمارة
أعطى خمّاش مثالا جيدًا على حرصه الكبير في تثبيت أسلوب عمارة «حساس» إذا صحّ التعبير، حيث طُلب منه مؤخرًا وضع تصميم لإعادة ترميم وبناء قصر هشام الفلسطيني، قرب أريحا، وبعد إعمال فكره وتصوّره قرر بناء القصر بجدران تعتمد على ورق الجرائد الخفيف والمُريح، فأساسات المبنى لا تحتمل الجدران الثقيلة.

## من أهم مشاريعه
- مركز البيئة الأردني Wild Jordan - عمان
- دارة الفنون - عمان
- مبنى الهيئة الملكية الأردنية للافلام - عمان
- منتجع موفينبك - البحر الميت
- المركز الثقافي البدوي - في صحراء الأردن الجنوبية
- مؤسسة نهر الأردن - عمان
- مسجد الناصرة الكبير - فلسطين

## وصلات خارجية
- الموقع الرسمي
- معرض للفنان عمار خماش في «حياة زارا» بعمان
- عمار خماش في دارة الفنون
- صور لمشاريع عمار خماش في الأردن
- STONE AND ARCHITECTURE. p. 225 - Ammar Khammash. The stone man of the third millennium architecture from material to non-material